# Dick Wagner
Dick Wagner (14. prosince 1942 Oelwein, Iowa, USA – 30. července 2014 Phoenix, Arizona, USA) byl americký rockový kytarista a zpěvák.
V šedesátých letech byl v různých obdobích frontmanem skupin The Bossmen a The Frost.
V letech 1974–1983 byl členem doprovodné skupiny Alice Coopera. Začal s ním však spolupracovat již dříve. rál na jeho albech School's Out (1972), Billion Dollar Babies a Muscle of Love (1973), Welcome to My Nightmare (1975), Goes to Hell (1976), Lace and Whiskey (1977), From the Inside (1978), Zipper Catches Skin (1982) a DaDa (1983). Mimo to působil ve skupině Lou Reed, se kterým nahrál alba Berlin (1973) a Rock 'n' Roll Animal (1974).
Hrál rovněž na albech Destroyer a Revenge skupiny Kiss, Get Your Wings od Aerosmith a Car Petera Gabriela.
Zemřel v roce 2014 ve věku 71 let.

## Sólová diskografie
- Dick Wagner (1978)
- Remember the Child (2001)
- Home at Last Volume 1 & 2 (2006)
- Full Meltdown (2009)